# 野村昭夢
野村 昭夢（のむら あきむ、2002年11月10日 - ）は、鹿児島県志布志市出身の陸上競技選手。専門は中距離走・長距離走。志布志市立有明中学校、鹿児島城西高等学校、青山学院大学文学部・史学科卒業。現在は住友電工に所属している。
兄は東洋大学OBで、第93回箱根駅伝9区区間賞の野村峻哉。

## 経歴

### 大学時代
- 高校卒業後の2021年4月に青山学院大学へ入学し、青山学院大学陸上競技部・男子長距離ブロックに所属。
- 2023年10月9日の第35回出雲駅伝では1区を担当し、三大駅伝初出場を果たす。野村は5kmまで先頭集団についていたが、徐々に遅れ6位で通過。先頭の駒澤大・篠原倖太朗には39秒差をつけられる結果となった。その後は4区以外で差を縮められず、3分37秒差の4位に甘んじた。

- 2024年1月開催の第100回箱根駅伝では6区を担当。トップでスタートすると区間2位の好走で2位・駒澤大との差を広げ、2年ぶり7回目となる総合優勝に貢献した。

- 同年10月14日の第36回出雲駅伝では2区を担当。1位で襷を受けたが、順位を2つ下げ3位に後退。青学大は3区で再びトップに立ったが、4区と5区で駒澤大、國學院大に追い抜かれ1分差の3位にとどまった。

- 11月3日の第56回全日本大学駅伝では1区を担当し、区間4位。青学大は2区以降トップを走り続けたものの、最終8区で國學院大と駒澤大に敗れ45秒差の3位となった。

- 2025年1月開催の第101回箱根駅伝では2年連続で6区を担当。野村は区間記録を5年ぶりに更新し、当大会より新設の大会MVPと「金栗四三杯」を同時に受賞[2]。総合2連覇に大きく貢献した。

## 戦績

### 大学駅伝戦績
| 学年（年度）       | 出雲駅伝                    | 全日本大学駅伝              | 箱根駅伝                               |
| ------------------ | --------------------------- | --------------------------- | -------------------------------------- |
| 1年生 （2021年度） | 第33回 ― - ― 出走なし       | 第53回 ― - ― 出走なし       | 第98回 ― - ― 出走なし                  |
| 2年生 （2022年度） | 第34回 ― - ― 出走なし       | 第54回 ― - ― 出走なし       | 第99回 ― - ― 出走なし                  |
| 3年生 （2023年度） | 第35回 1区-区間6位 23分24秒 | 第55回 ― - ― 出走なし       | 第100回 6区-区間2位 58分14秒           |
| 4年生 （2024年度） | 第36回 2区-区間6位 16分32秒 | 第56回 1区-区間4位 28分21秒 | 第101回 6区-区間賞 56分47秒 区間新記録 |

## 自己記録
- 5000m - 13分33秒88（2024年6月2日、第9回NITTAIDAI Challenge Games 5000m 1組）
- 10000m - 29分39秒23（2021年1月10日、第58回南日本長距離走大会 男子高校 10000m 2組）